# Пад Раба (1408)
Пад Раба (1408) се десио после пада Босне, када је мађарски краљ Жигмунд окренуо Крсташе против дужда и освојио острво Раб.

## Узрок пада Раба

### Ратови по Далмацији
Крајем XIV и почетком XV века далматинске градове су захватиле свакодневне борбе, што се проширило на отворене сукобе: 1394. између Пага и Задра, 1398. грађански рат у Сплиту, 1404. између Шибеника и Дубровника... У овим сукобима тражена је помоћ од Млечана и од Угара, која се прво одбијала.

### Коначни пад Босне под угарску власт
У априлу 1408. мађарски краљ Жигмунд је сишао до Ђакова да прегледа припреме за велику хришћанску офанзиву против Босне. Већ у мају је био у Босни и борио се у бици код Добора. Тек у септембру дошло је до главне борбе, где су Крсташи однели сјајну победу. После покоља и рушења градова цела Босна је пала већ до средине октобра.

## Пад Раба
После пада Босне, Жигмунд је одлучио да се најзад обрачуна са Млетачком републиком. Узео је под заштиту далматинске градове и без и мало муке освојио острво Раб. То је била одлучујућа победа Угарске. То је млетачког дужда Макела Стеноа ставило у ваома тежак положај. Тако да је морао да затражи помоћ Ладислава Напуљског.

## Последице
Ладислав је потом одустао од освајања Угарске па је 9. јула 1409. године, своје поседе у Далмацији: Задар, Врану, Новиград и Паг, после дужих преговора продао Микелу, за 100.000 дуката. Микел је потом напао и освојио Раб, Осор и Нин. Микел није могао да освоји острво Крк, али после тог неуспеха Микел је опсео Шибеник, што је 1410. довело до Млетачко-Угарског рата.